# Джулиан Саймън
Джулиан Линкълн Саймън (на английски: Julian Lincoln Simon; 12 февруари 1932 – 8 февруари 1998) е професор по бизнес администрация в Мерилендския университет в Колидж-Парк и старши член на Като институт, а преди това е служил дълго време като професор по бизнес в Университета на Илинойс в Ърбана-Шампейн .